# Српска застава
Ово је чланак о српској (народној) застави. Погледајте чланке о застави Републике Србије и застави Републике Српске.
Српска застава (позната и као српска тробојка), један је од симбола српског народа у цјелини. Застава је правоугаоног облика, подијељена на три хоризонтална поља једнаке ширине, редом: црвено, плаво и бијело (видјети: пансловенске боје). Заставе Републике Србије, Републике Српске и АП Војводине имају у својој основи српску народне заставу. И многе друге институције, попут Српске православне цркве, користе српску заставу у својој симболици, истичући тако улогу српског народа у својој историји и циљевима, и отуда изведену и његову суштинску конституалност.

## Доба Немањића
Најстарији примјер могуће везе савремене српске народне заставе са средњовјековним обиљежјима јесте застава краља Стефана Владислава чија је историјска потврда попис скупоцених ствари из покладе који је забиљежен у дубровачким документима. Дана 1. јула 1281. године, шест грађана Котора су добили пуномоћје да у име тадашњег краља Рашке Стефана Драгутина подигну покладе у Дубровнику које припадају жупану Деси и његовој мајци Бјелослави: Nos comune Catari consentimus Johanni de Pribi, Nicolao Dabronis, Johanni Gymanoi, Johanni Gille, Marco Basilii et Medossio Thome Dragonis, quos dominus noster rex Stephanus misit Ragusium ad recipiendum depositum, quod reposuit iuppanus Dese et mater eius:
Ми, општина Котора, сложни смо да Иван Приби, Никола Дабро, Иван Гиманој, Иван Гила, Марко Базилијев (Драго) и Медош Томе Драгова, које је господар наш Краљ Стефан послао у Дубровник, узму натраг залог који су оставили жупан Деса и његова мајка.
У Дубровнику, 3. јула 1281. године, иста делегација которских грађана подиже депозит жупана Десе, сина краља Владислава и Бјелославе, мајке жупана Десе. Попис депозита који је забиљежен у дубровачким документима помиње и једну црвено-плаву свилену заставу (vexillum unum de zendato rubeo et blavo).
Ове боје се враћају 1807. године на застави Хаџи Мелентија, игумана манастира Рача, које су биле обрнуте у односу на боје заставе Стефана Владислава.

## Доба књаза Милоша Обреновића
Матија Ненадовић у Мемоaрима пише: Пошљем ја те се изнесе из бранковићке цркве барјак, који је био од белога, црвеног и плавог мусулина, са три крста. Тај барјачић пободемо међу нас. То је било 15. фебруара 1804 лета.
Сретењски устав из 1835. године је описивао српску заставу као црвено-бијело-плаву (челикастоугаситу) тробојку. Боје заставе су засноване на основу боја српског народног грба код кога је боја штита црвена, боја крста бијела и боја оцила метално плаве боје. Због притиска на Кнеза Милоша Обреновића од стране Русије и Османског царства, Устав је повучен, а застава је морала бити промијењена. Кнез Милош се заједно са Димитријем Давидовићем и Јаковом Живановићем опредјелио за заставу која ће пратити боје српског народног грба али је распоред боја промијењен на црвено-плаво-бијели. Кнез Милош је успео да од Порте добије ферман који гласи: 
А као што е то дозволено дано за трговачке лађе Молдавие, Валахие и острва Самоског, тако е заклочено да се од високог Девлета мога даде и Србском народу тробоини барјак, на коме ће горни част црвене, средни плавето, а долна беле бое бити, - и у овоме е високочеиша моа заповести већ изашла. Црвено-плаво-бела тробојка ће остати као застава Срба и српских држава до дан данас.
У склопу прерастања Србије у државу, те постепеног осамостаљења од Турске царевине, књаз Милош Обреновић је почео да истиче и националну заставу. Протестима царске Русије код турског султана, да му застава личи на француску, књаз се оправдавао тиме, да је заставу истицао „само ђумрука ради“. Наравно као и увјек уз своје објашњење и извињење послао је врећу дуката султану да га умири. Султан је одлучио да српску заставу дефинише ферманом (указом). И тада је рекао да су српске боје „црвена, плава и бијела“. За плаву боју употребљен је израз „челикасто плава“. Док је та боја попримила крајњи распоред, умногоме је мијењана, али су боје остајале махом исте. У време доношења устава из 1903. било је предлога за повратак на распоред боја из 1835. ради њихове боље видљивости, али пошто се постојећа застава већ дуго користила, није дошло до промене.

## Доба СФР Југославије
У вријеме СФР Југославије, Социјалистичка Република Србија је имала, сада већ традиционално „српске боје“ на застави, којој је додата црвена звјезда петокрака у средини. Горњи крак петокраке је улазио до пола у црвено поље. Петокрака је била опшивена златном траком да би се разликовала пре свега на црвеном пољу.

## Доба послераспада Југославије
Од 1991. године, усвојена је нова застава Републике Србије. Скинута је петокрака, а застава је сада поново добила традиционални распоред: црвено-плаво-бијела.

## Застава Српске православне цркве
Застава Српске православне цркве се састоји од „српских боја“, док се у средини налази равнокраки крст са четири огњила (оцила) по угловима. Ово обиљежје добија на популарности тек од Ритерове Стематографије.

## Галерија
Српске тробојке
- Застава Србије 
 Стефана Владислава 
 (XIII вијек)
- Застава Хаџи Милентија 
 током Првог српског устанка 
 (1807)
- Застава 
Кнежевине Србије 
 (1835)
- Застава 
 Кнежевине Србије 
 (1835—1882)
- Застава 
Кнежевине Србије 
 (1838)
- Друга предложена застава 
Кнежевине Србије 
 (1838)
- Трећа предложена застава 
Кнежевине Србије 
 (1838)
- Застава 
 Српске Војводине 
 (1848—1860)
- Застава 
 Књажевине Црне Горе 
 (1852—1910)
- Застава 
 Краљевине Србије 
 (1882—1918)
- Застава 
 Краљевине Црне Горе 
 (1910—1918)
- Застава 
Српске православне цркве 
 (1931— )
- Једнострана неформална застава Владе народног спаса
(1941—1944)
- Застава 
 НД Црне Горе 
 (1941—1944)
- Застава Социјалистичке Републике Србије 
 (1944—1992)
- Застава Социјалистичке Републике Црне Горе 
 (1944—1992)
- Застава Српских аутономних области 
 (1990—1992)
- Застава 
 Републике Српске Крајине 
 (1991—1995)
- Једна од застава Треће дубровачке републике 
 (1991—1992)
- Застава 
 Републике Српске 
 (1992— )
- Застава 
 Републике Србије 
(1992—2004)
- Застава 
 Републике Црне Горе 
 (1992—1994)
- Застава 
 Републике Црне Горе 
 (1994—2004)
- Застава Источне Славоније, Барање и Западног Срема 
 (1995—1998)
- Застава Аутономне Покрајине Војводине 
(2004— )
- Застава 
 Републике Србије 
 (2004—2010)
- Застава 
 Републике Србије 
 (2010— )
- Традиционална застава 
 АП Војводине 
(2016— )

Сличне тробојке
- Застава 
 Словачких револуционара 
 (1848—1849)
- Краљевска застава 
 Канаде 
 (1921— )
- Једна од застава 
 Федерације Сјеверног Борнеа (1956)
- Једна од застава 
 града Манила, 
 Филипини (око 1970— )
- Застава 
 провинције Мисионес, 
 Аргентина (1992— )
- Једна од застава 
 народа Гарзе Тибетанци 
 (Сичуан, Кина)